# Zygaena lavandulae
Zygène de la lavande, Zygène de la badasse
Espèce
Zygaena lavandulae, la Zygène de la lavande ou Zygène de la badasse, est une espèce d’insectes lépidoptères de la famille des Zygaenidae, de la sous-famille des Zygaeninae, du genre Zygaena et du sous-genre Zygaena (Zygaena).

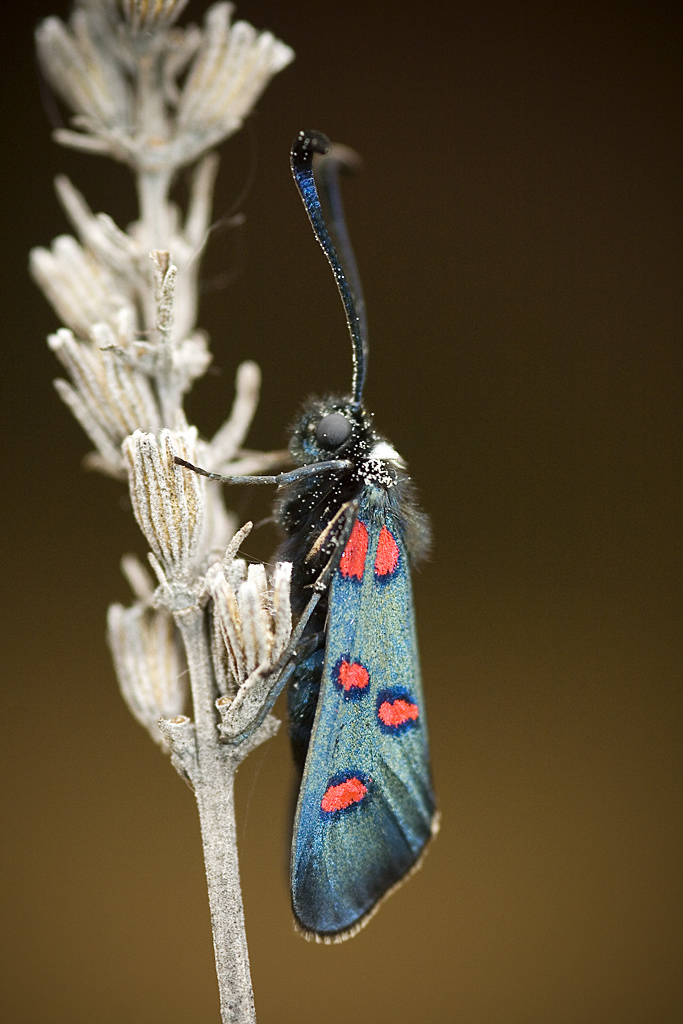
Zygaena lavandulae.

## Description
Papillon :
- Collier blanc, ailes postérieures bleu foncé marquées d'une tache rouge.

## Habitat et comportement
Le papillon, visible d'avril à juin fréquente les champs de lavande ; au repos, il se pose souvent la tête en bas.
La chenille se nourrit de badasse ou dorycnie à cinq folioles (Dorycnium pentaphyllum) et d'anthyllide faux cytise (Anthyllis cytisoides).

## Distribution
Europe du Sud (Portugal, Espagne, sud de la France, Italie), Afrique du Nord.

## Taxinomie
Le genre Zygaena est subdivisé en 3 sous-genres ; l'espèce ici traitée appartient au sous-genre Zygaena (Zygaena).

### Liste des sous-espèces
- Zygaena lavandulae alfacarica Tremewan, 1961
- Zygaena lavandulae barcelonica Reiss, 1936
- Zygaena lavandulae consobrina Germar, 1836
- Zygaena lavandulae espunnensis Reiss, 1922
- Zygaena lavandulae lavandulae (Esper, 1783)